# Étienne Pierre Sylvestre Ricard
Pour les articles homonymes, voir Ricard (homonymie).
Étienne Pierre Sylvestre Ricard, né le 31 décembre 1771 à Castres dans le Tarn et mort le 6 novembre 1843 au château de Varès à Recoules, dans l'Aveyron, est un général français de la Révolution et de l’Empire.

## Biographie
Il est le fils de Jean Pierre Ricard, conseiller en la sénéchaussée de Castres et de Christine Devèze.

### Révolution française
Il s'engage le 15 septembre 1791 comme sous-lieutenant au régiment de La Fère et fait les campagnes de la Révolution à l'armée du Rhin, en Belgique et aux Pays-Bas. Il devient capitaine en 1792. Aide de camp du général Louis Gabriel Suchet en 1799, il sert contre les Autrichiens en Italie. Il est nommé adjudant-général chef de brigade le 31 décembre 1799.

### Officier napoléonien
Il est nommé colonel en 1801 et chevalier de la Légion d'honneur le 5 février 1804, puis officier de l'ordre le 14 juin suivant. En 1805 il est affecté comme aide de camp du maréchal Soult au 4e corps de l'armée d'Allemagne. Promu général de brigade le 13 novembre 1806, il commande une brigade sous le général Morand, qui dirige la 1re division du 3e corps d'armée. Après s'être distingué à la bataille d'Iéna le 14 octobre 1806, il est nommé commandeur de la Légion d'honneur le 7 juillet 1807, après Friedland. Le 7 juin 1808, il reçoit le titre de baron d'Empire.
En 1808, il passe chef d'état-major du 2e corps de l'Armée d'Espagne et se distingue à la bataille de Wagram les 5 et 6 juillet 1809. Il passe de nouveau à l'armée d'Espagne en 1810. Il se fait remarquer au siège de Tarragone en 1811. L'année suivante il participe à la campagne de Russie à la tête d'un contingent saxon. Il contribue à la prise de Dunabourg puis s'illustre à la bataille de la Moskova, où sa conduite lui vaut le grade de général de division le 10 septembre 1812. Il se signale encore à Lützen le 2 mai 1813, où il gagne la croix de grand-officier de la Légion d'honneur qui lui est accordée le 10 août 1813. Lors de la bataille de Hanau, les 30 et 31 octobre 1813, il remplace temporairement le général Joseph Souham blessé.

### Restauration
À la Restauration, Louis XVIII le fait chevalier de Saint-Louis et commandant de la 1re division militaire. Lors des Cent-Jours, Ricard accompagne le roi à Gand, refusant de se rallier à Napoléon. Au retour du roi, il est nommé pair de France le 17 août 1815. Son nom ne figure pas au scrutin dans le procès du maréchal Ney. Il commande ensuite les divisions de Toulon et de Dijon et entre en 1818 au comité d'état-major. Il fait l'expédition d'Espagne comme commandant d'une division sous les ordres du maréchal Lauriston.
De retour en France, il commande la 8e division militaire (Marseille) en juin 1825. Le 1er janvier 1829, il prend le commandement de la 1re division de la Garde royale du roi de France en remplacement de Louis Partouneaux.

### Monarchie de Juillet
Il siège à la Chambre haute jusqu'à sa mort, ayant prêté serment au gouvernement de Juillet. Il est finalement mis à la retraite de l'armée le 1er mai 1831, avant de mourir au château de Varès dans l'Aveyron le 6 novembre 1843. Il est inhumé dans le cimetière de Saint-Amans-de-Varès dans l'Aveyron.

## Famille
Il est le frère du maréchal de camp Joseph Étienne Raymond Ricard (1775-1855).

## Distinctions
- Légion d'honneur
  - Chevalier de la Légion d'honneur le 9 février 1804,
  - Officier de la Légion d'honneur le 14 juin 1804,
  - Commandeur de la Légion d'honneur le 7 juillet 1807,
  - Grand-officier de la Légion d'honneur le 10 août 1813,
  - Grand-croix de la Légion d'honneur le 2 octobre 1823,
- baron de l'Empire le 7 juin 1808,
- Chevalier de l'Ordre royal et militaire de Saint-Louis, 1er juin 1814,
- Comte à la Restauration 1817,
- Grand croix de l'Ordre de Saint-Ferdinand (Espagne) 1823,
- Son nom est gravé sous l'arc de triomphe de l'Étoile parmi les 660 personnalités. Il apparaît sur la 26e colonne (l’Arc indique RICARD).

## Armoiries
| Figure | Blasonnement |
|        | Armes du baron Étienne Pierre Sylvestre Ricard et de l'Empire Coupé : au I, parti d'or, au lion rampant d'azur, adextré en chef d'une étoile du même, et du quartier des barons militaires de l'Empire ; au II, d'azur, à un trophée de sept étendards d'argent, de gueules, et de sable. - Livrées : les couleurs de l'écu. |